# Phyllonorycter macedonica
Phyllonorycter macedonica is een vlinder uit de familie mineermotten (Gracillariidae). De wetenschappelijke naam is voor het eerst geldig gepubliceerd in 1971 door Deschka.
De soort komt voor in Europa.